# Brooke Raboutouová
Brooke Raboutouová (* 9. dubna 2001) je americká reprezentantka ve sportovním lezení. Juniorská vicemistryně světa v lezení na obtížnost, která v roce 2014 jako nejmladší lezec na světě přelezla cestu obtížnosti 8c. Je stříbrnou medailistkou z olympijských her z roku 2024 ze soutěže v kombinaci (bouldering + lezení na obtížnost).
Její rodiče Didier Raboutou a Robyn Erbesfieldová patřili mezi špičku závodního lezení v letech 1988–1995, kdy získali několik zlatých medailí na světových závodech (Sportroccia, Arco Rock Master, Mistrovství světa a Světový pohár), závodům se věnuje i její bratr Shawn Raboutou.

## Výkony a ocenění
- 2014: jako nejmladší lezec na světě přelezla cestu obtížnosti 8c (5.14b)
- 2017: na MSJ se za třetí místo v kombinaci v kategorii A nominovala na Letní olympijské hry mládeže 2018 v Buenos Aires
- 2017,2018: medailistka na mistrovství USA

## Skalní lezení
- Welcome to Tijuana, 8c, Rodellar, Španělsko
- God's Own Stone, 8b+, Red River Gorge, Spojené státy americké
- Le Branlotin, 8a+, Rodellar, Španělsko
- Rebelion en la granja, 8a, Rodellar, Španělsko

### Závodní výsledky
| Světový pohár | Světový pohár     |
| Rok           | 2017              |
| ------------- | ----------------- |
| Obtížnost     | x                 |
| jednotlivě*   | ,23,13,10,        |
|               |                   |
| Rychlost      | 0                 |
| jednotlivě*   | ,31,              |
|               |                   |
| Bouldering    | 35                |
| jednotlivě*   | 31-32,-,9,-,-,-,- |
|               |                   |
| Kombinace     | x                 |

* poznánka: nalevo jsou poslední závody v roce
| Mistrovství USA | Mistrovství USA | Mistrovství USA |
| Rok             | 2017            | 2018            |
| --------------- | --------------- | --------------- |
| Obtížnost       | 3               |                 |
| Bouldering      | 3               | 3               |

| Mistrovství světa juniorů | Mistrovství světa juniorů | Mistrovství světa juniorů |
| Rok                       | 2016 kat. B               | 2017 kat. A               |
| ------------------------- | ------------------------- | ------------------------- |
| Obtížnost                 | 2                         | 2                         |
| Rychlost                  | —                         | 28-29                     |
| Bouldering                | 3                         | 3                         |
| Kombinace*                | —                         | 3                         |

* v roce 2017 se na MSJ lezlo ještě navíc finále v kombinaci podle olympijského formátu (pořadí třech disciplín se násobilo)

## Filmografie
- 2011: The Fanatic Search2 - A Girl Thing, režie Laurent Triay